# Märta Dorff
Märta Kristina Charlotta Dorff, född 10 juni 1909 i Stockholm, död 6 oktober 1990 i Bromma, var en svensk skådespelare.

## Biografi
Dorff studerade först vid Franska skolan och därefter på Dramatens elevskola 1928–1931. Under studietiden gjorde hon 1930 sin scendebut i rollen som Hermia i En midsommarnattsdröm på Kungliga Operan i Stockholm. Därefter engagerades hon först en kortare tid vid Dramaten och därefter vid Helsingborgs stadsteater 1932–1938 och Göteborgs Stadsteater. I samband med giftermålet med Hans Gedda kom hon att flytta till Trelleborg 1944, men flyttade 1946 tillbaka till Stockholm. Från och med 1960 var hon verksam vid Stockholms Stadsteater. Hon var även engagerad vid Riksteatern och TV-teatern.
Förutom teatern var Dorff verksam som skådespelare i TV och på film. Debuten skedde i Per-Axel Branners Ungdom av idag (1935). Hon har gjort sig känd i vardagliga, moderliga roller, ofta ur lägre samhällsklasser som till exempel Kristin i Fröken Julie (1951). Hennes sista roll blev i TV-serien Destination Nordsjön (1990).
Dorff gifte sig 1944 i Göteborg med civilekonomen Hans Gedda (1912–1987). De är begravda på Bromma kyrkogård i Stockholms län.

## Filmografi
- 1935 – Ungdom av idag
- 1936 – Äventyret
- 1936 – Vårt bygge – på hem och samhälle
- 1937 – Häxnatten
- 1938 – Studieresan
- 1938 – Pengar från skyn
- 1938 – I nöd och lust
- 1942 – Man glömmer ingenting
- 1945 – Indianer och blekansikten
- 1949 – Singoalla
- 1949 – Flickan från tredje raden
- 1950 – Medan staden sover
- 1951 – Fröken Julie
- 1952 – Eldfågeln
- 1952 – Möte med livet
- 1952 – Kärlek
- 1953 – Vingslag i natten
- 1953 – Dansa min docka
- 1953 – Ogift fader sökes
- 1953 – Ingen mans kvinna
- 1953 – Marianne
- 1953 – Flickan från Backafall
- 1953 – All jordens fröjd
- 1953 – En skärgårdsnatt
- 1953 – Fartfeber
- 1954 – Storm över Tjurö
- 1954 – Gud Fader och tattaren
- 1954 – Flicka med melodi
- 1954 – Taxi 13
- 1954 – En karl i köket
- 1954 – Simon syndaren
- 1955 – Enhörningen
- 1955 – Janne Vängman och den stora kometen
- 1955 – Danssalongen
- 1955 – Flickan i regnet
- 1955 – Giftas
- 1955 – Sista ringen
- 1955 – Våld
- 1956 – Främlingen från skyn
- 1956 – Den hårda leken
- 1956 – Det är aldrig för sent
- 1956 – En vanlig vardag
- 1956 – Rätten att älska
- 1956 – Kulla-Gulla
- 1957 – Värmlänningarna
- 1958 – Lek på regnbågen
- 1959 – Fröken Chic
- 1959 – Vår ofödde son
- 1959 – Romeo och Julia i Östberlin
- 1961 – Lita på mej, älskling!
- 1961 – Katten och kanariefågeln
- 1963 – Ett drömspel (TV)
- 1964 – Älskande par
- 1964 – Slottstappning
- 1965 – För vänskaps skull
- 1968 – Korridoren
- 1969 – Herkules Jonssons storverk (TV-serie)
- 1974 – Studentexamen
- 1976 – Mina drömmars stad
- 1979 – Mor gifter sig (TV-serie)
- 1987 – Ondskans år
- 1987 – I dag röd
- 1990 – Destination Nordsjön (TV-serie)

## Teater

### Roller (ej komplett)
| År   | Roll                            | Produktion | Regi                 | Teater                           |
| ---- | ------------------------------- | --- | -------------------- | -------------------------------- |
| 1929 | En proverska                    | Äventyret (La belle aventure) Gaston Arman de Caillavet och Robert de Flers                                           | Karl Hedberg         | Dramaten                         |
| 1931 | En tjänsteflicka                | Thalias barn Tor Hedberg                                                                                              | Gustaf Linden        | Dramaten                         |
| 1931 |                                 | Trötte Teodor (Der müde Theodor) Max Neal och Max Ferner                                                              |                      | Folkteatern                      |
| 1931 | Jenny                           | 33.333 Algot Sandberg                                                                                                 | Sigurd Wallén        | Folkteatern                      |
| 1932 | Elsie                           | Tjuvar och hedersmän (Turn to the Right) Winchell Smith                                                               | Oscar Lund           | Folkteatern                      |
| 1932 | Magda Schultz, "onsdagsflickan" | Onsdagsflickan (Onsdagsveninde) Paul Sarauw                                                                           | Albert Ranft         | Folkteatern                      |
| 1932 | Grete                           | Hemslavinnor (Den ny Husassistent) Christian Bogø och Axel Frische                                                    |                      | Folkteatern                      |
| 1932 | En uppasserska                  | Svindlare (La Banque Nemo) Louis Verneuil                                                                             | Rudolf Wendbladh     | Helsingborgs stadsteater         |
| 1932 | Christiane                      | Fröken (Mademoiselle) Jacques Deval                                                                                   | Rudolf Wendbladh     | Helsingborgs stadsteater         |
| 1932 | Olly Frey                       | Fröken Kyrkråtta (A templom egére) Ladislas Fodor                                                                     | Albert Nycop         | Helsingborgs stadsteater         |
| 1932 | Camilla Triebschen              | Du och jag (Morgen geht's uns gut) Ralph Benatzky och Hans Müller-Einigen                                             | Rudolf Wendbladh     | Helsingborgs stadsteater         |
| 1933 | Fru Johansson                   | Kalle Karlssons knepigheter Oscar Rydqvist                                                                            | Rudolf Wendbladh     | Helsingborgs stadsteater         |
| 1933 | Inken Peters                    | Före solnedgången (Vor Sonnenuntergang) Gerhart Hauptmann                                                             | Rudolf Wendbladh     | Helsingborgs stadsteater         |
| 1933 | Laura                           | Fadren August Strindberg                                                                                              | Rudolf Wendbladh     | Helsingborgs stadsteater         |
| 1933 | Maria Credaro                   | Ungkarlspappan (The Bachelor Father) Edward Childs Carpenter                                                          | Albert Nycop         | Helsingborgs stadsteater         |
| 1933 | Viola                           | Trettondagsafton (Twelfth Night, or What You Will) William Shakespeare                                                | Rudolf Wendbladh     | Helsingborgs stadsteater         |
| 1933 | Elf Russel                      | Hennes stora chance (Britannia of Billingsgate) Christine Jope-Slade och Sewell Stokes                                | Albert Nycop         | Helsingborgs stadsteater         |
| 1933 | Suzanne Simpkins                | För sant för att vara bra (Too True to be Good) George Bernard Shaw                                                   | Rudolf Wendbladh     | Helsingborgs stadsteater         |
| 1933 | Kristina                        | Mäster Olof August Strindberg                                                                                         | Rudolf Wendbladh     | Helsingborgs stadsteater         |
| 1933 | Marie                           | Karl den store, högerytter (Geld ist nicht alles) László Bús-Fekete                                                   | Rudolf Wendbladh     | Helsingborgs stadsteater         |
| 1933 | Léonie                          | Den lilla butiken (Penz nem minden) László Bús-Fekete                                                                 | Albert Nycop         | Helsingborgs stadsteater         |
| 1934 | Fru Jonsson                     | Ett brott Sigfrid Siwertz                                                                                             | Rudolf Wendbladh     | Helsingborgs stadsteater         |
| 1934 | Lizzie                          | Syndafloden Henning Berger                                                                                            | Rudolf Wendbladh     | Helsingborgs stadsteater         |
| 1934 | Unga frun                       | Gamla herrgården Oscar Wennersten                                                                                     |                      | Fredriksdalsteatern              |
| 1934 | Ursula                          | OBS! Nymålat (Prenez garde à la peinture) René Fauchois                                                               | Albert Nycop         | Helsingborgs stadsteater         |
| 1934 | Desdemona                       | Othello William Shakespeare                                                                                           | Rudolf Wendbladh     | Helsingborgs stadsteater         |
| 1934 | Birgit Trolle                   | Ljungby Horn (Et folkesagn) Edgar Collin, Vilhelm Østergaard, och Alfred Ipsen                                        | Albert Nycop         | Helsingborgs stadsteater         |
| 1935 | Kathi Schimser                  | Gatumusikanter (Straßenmusik) Paul Schurek och Hanns Sassmann                                                         | Rudolf Wendbladh     | Helsingborgs stadsteater         |
| 1935 | Suzanne Simpkins                | För sant för att vara bra (Too True to be Good) George Bernard Shaw                                                   | Rudolf Wendbladh     | Helsingborgs stadsteater Turné   |
| 1935 | Christiane                      | Domino Marcel Achard                                                                                                  | Rudolf Wendbladh     | Helsingborgs stadsteater         |
| 1935 |                                 | Frihetsfejden Ernst Eklund                                                                                            | Ernst Eklund         | Skansens friluftsteater          |
| 1935 | Aloysia Brollikins              | På grund (On the Rocks) George Bernard Shaw                                                                           | Rudolf Wendbladh     | Helsingborgs stadsteater         |
| 1935 | Masja Sergejevna Prozorova      | Tre systrar (Три сeстры, Tri sestry) Anton Tjechov                                                                    | Rudolf Wendbladh     | Helsingborgs stadsteater         |
| 1935 | Märta Åvik                      | Kvartetten som sprängdes Birger Sjöberg                                                                               | Albert Nycop         | Helsingborgs stadsteater         |
| 1936 | Myra Arundel                    | Höfeber (Hay Fever) Noël Coward                                                                                       | Rudolf Wendbladh     | Helsingborgs stadsteater         |
| 1936 | Kristina                        | Påsk August Strindberg                                                                                                | Albert Nycop         | Helsingborgs stadsteater         |
| 1936 | Thea                            | Förstår vi varandra? Petar Preradović                                                                                 | Albert Nycop         | Helsingborgs stadsteater         |
| 1936 | Eva Gerndl                      | Konserten (Das Konzert) Hermann Bahr                                                                                  | Rudolf Wendbladh     | Helsingborgs stadsteater         |
| 1937 | Eliza Doolittle                 | Pygmalion George Bernard Shaw                                                                                         | Yngve Nordwall       | Helsingborgs stadsteater         |
| 1937 | Mrs. Waller                     | Hans högvördighet ordnar allt (The Bishop Misbehaves) Frederick J. Jackson                                            | Yngve Nordwall       | Helsingborgs stadsteater         |
| 1937 | Marianne                        | Sabinskornas bortrövande (Der Raub der Sabinerinnen) Franz och Paul von Schönthan                                     | Albert Nycop         | Helsingborgs stadsteater         |
| 1938 | Gladys                          | Hjärtligt välkomna! (George and Margaret) Gerald Savory                                                               | Rudolf Wendbladh     | Helsingborgs stadsteater         |
| 1938 | Miriam Aarons                   | Kvinnorna (The Women) Clare Boothe Luce                                                                               | Rune Carlsten        | Dramaten                         |
| 1938 | Florence                        | Virveln (The Vortex) Noël Coward                                                                                      | Sandro Malmquist     | Nya Teatern                      |
| 1946 |                                 | Tolvskillingsoperan (Die Dreigroschenoper) Bertolt Brecht och Kurt Weill                                              | Sandro Malmquist     | Malmö stadsteater                |
| 1951 | Fru Nilsson                     | Det lyser i kåken Björn-Erik Höijer                                                                                   | Ingmar Bergman       | Dramaten                         |
| 1956 | Fru van Daan                    | Anne Franks dagbok (The Diary of Anne Frank) Frances Goodrich och Albert Hackett                                      | Olof Molander        | Intiman                          |
| 1957 | Miss Addy                       | Janus Carolyn Green                                                                                                   | Nanny Westerlund     | Lilla Teatern                    |
| 1957 | Fru Glumov                      | En skojares dagbok (На всякого мудреца довольно простоты, Na vsjakogo mudreca dovol’no prostoty) Aleksandr Ostrovskij | Josef Halfen         | Lilla Teatern                    |
| 1964 | Fru Bonneuil Aziza              | Skärmarna (Les Paravents) Jean Genet                                                                                  | Per Verner-Carlsson  | Stockholms stadsteater           |
| 1964 | Lysistrate, minister            | Karusellen (The Apple Cart) George Bernard Shaw                                                                       | Georg Funkquist      | Stockholms stadsteater           |
| 1966 | Medverkande                     | Sedan vi gått Lars-Levi Laestadius                                                                                    | Lars-Levi Laestadius | Stockholms stadsteater           |
| 1966 | Medverkande                     | Nya Wermländingarne Sandro Key-Åberg                                                                                  | Christian Lund       | Stockholms stadsteater           |
| 1968 | Maria Josefa, mormodern         | Bernardas hus (La casa de Bernarda Alba) Federico Garcia Lorca                                                        | Bengt Ekerot         | Stockholms stadsteater           |
| 1970 | Änkedrottning Eleonora          | Kung Johan (König Johann) Friedrich Dürrenmatt                                                                        | Lars Gerhard Norberg | Norrköping-Linköping stadsteater |
| 1972 | Pearl                           | Fången på Andra avenyn (The Prisoner of Second Avenue) Neil Simon                                                     | Per Gerhard          | Vasateatern                      |
| 1983 | Anfisa                          | Tre systrar (Три сeстры, Tri sestry) Anton Tjechov                                                                    | Otomar Krejča        | Stockholms stadsteater           |

## Radioteater

### Roller
| År   | Roll                       | Produktion                     | Regi          |
| ---- | -------------------------- | ------------------------------ | ------------- |
| 1953 | Restauratrisen på ångbåten | Midsommar August Strindberg    | Palle Brunius |
| 1961 | Fru Maria Holm             | Ur askan i elden Folke Mellvig | Börje Mellvig |